# Listă de lexicografi

## A
- Jabbour Abdel-Nour (libanez)
- Al-Khalil (arab)
- Louis Alibert (occitan, Dictionnaire occitan-français selon les parlers languedociens)
- Claude Augé (francez)
- Paul Augé (francez, fiul lui Claude Augé)

## B
- Andrei Bantaș (Dicționar englez-român)
- Prudence Boissière
- Boutros Boustani (libanez)

## C
- Ion Aurel Candrea
- Alexandru Ciorănescu (Diccionario etimológico rumano)
- Cantalausa (occitan, Diccionari general occitan)
- Randle Cotgrave (englez)

## D
- Johan Hendrik van Dale (olandez)
- Ovid Densusianu
- Denis Diderot
- Konrad Duden (german)

## F
- Antoine Furetière (Dictionnaire universel...)

## G
- Bénédicte Gaillard
- Gabriel Girard
- Frédéric Godefroy

## H
- Bogdan Petriceicu Hasdeu (Etymologicum Magnum Romaniae)
- Poul Høybye (Dicționar danez-român)

## I
- Paul Imbs (Trésor de la Langue Française - TLF)
- Gavril Istrate

## J
- Samuel Johnson (englez)
- Louis de Jaucourt

## L
- Jehan Lagadeuc (breton)
- Pierre Larousse
- August Treboniu Laurian (Dicționarul limbei romane, în două volume, 1871-1875, împreună cu Ioan C. Massim)
- Jean-Charles Laveaux
- Charles Leroy
- Leon Levițchi (Dicționar englez-român)
- Émile Littré (Littré, le dictionnaire de la langue française)

## M
- Ibn Manzour (arab)
- Ioan C. Massim
- Gilles Ménage
- Samuil Micu, (Dictionarium valachico-latinum)
- Frédéric Mistral (occitan, Lou Tresor dóu Felibrige)
- María Moliner (espagnol)
- Annie Mollard-Desfour
- Valeriu Munteanu (Dicționar danez-român)

## N
- Jean Nicot
- Charles Nodier

## O
- Antoine Oudin

## P
- José Antonio Pascual (spaniol)
- Alexandru Philippide
- Sextil Pușcariu (Dicționarul limbii române; Etymologisches Wörterbuch der rumänischen Sprache, Dicționarul limbii române)

## Q
- Bernard Quemada (Trésor de la Langue Française - TLF)

## R
- Alain Rey
- Josette Rey-Debove
- César-Pierre Richelet
- Paul Robert
- César de Rochefort

## S
- August Scriban, (Dicționaru limbiĭ româneștĭ, Iași, 1939))
- Antoine de Somaize
- Lazăr Șăineanu (Dicționarul universal al limbii române)

## W
- Noah Webster (american)

## Z
- Ghil'ad Zuckermann